# حفل توزيع جوائز الأوسكار السادس والخمسون
حفل توزيع جوائز الأوسكار السادس والخمسون (بالإنجليزية: 56th Academy Awards)‏ هو حدث نظمته أكاديمية فنون وعلوم الصور المتحركة لتكريم أفضل الأفلام لسنة 1983. أقيم الحفل بتاريخ 9 أبريل، 1984 في جناح دوروثي تشاندلر، لوس أنجلوس. قامت شبكة هيئة الإذاعة الأمريكية ببثّ الحفل، وقدّمه جوني كارسون. في هذه الدورة، فاز فيلم شروط إظهار العاطفة بجائزة أفضل فيلم، وحاز الممثّل روبرت دوفال على جائزة أفضل ممثّل، ونالت الممثلة شيرلي ماكلين جائزة أفضل ممثّلةٍ، وكانت جائزة الأوسكار لأفضل مخرج من نصيب المخرج جيمس بروكس.
أكثر الأفلام ترشيحاً للحصول على جوائز كان فيلم شروط إظهار العاطفة حيث تلقّى 11 ترشيحاً، بينما أكثرها فوزاً كان فيلم شروط إظهار العاطفة حيث فاز بـ 5 جوائز.

## الجوائز
- جائزة أفضل فيلم:

شروط إظهار العاطفة
- جائزة أفضل مخرج:

جيمس بروكس
- جائزة أفضل ممثّل:

روبرت دوفال
- جائزة أفضل ممثّلة:

شيرلي ماكلين
- جائزة أفضل ممثّل مساعد:

جاك نيكلسون
- جائزة أفضل ممثّلة مساعدة:

ليندا هانت
- جائزة أفضل سيناريو مقتبس:

شروط إظهار العاطفة - جيمس بروكس
- جائزة أفضل موسيقى تصويريّة:

الرجال الحقيقيون وينتل
- جائزة أفضل تأثيرات بصريّة:

حرب النجوم الجزء السادس: عودة الجيداي
- جائزة أفضل خلط أصوات:

الرجال الحقيقيون

## وصلات خارجية
- حفل توزيع جوائز الأوسكار السادس والخمسون على موقع IMDb (الإنجليزية)
- حفل توزيع جوائز الأوسكار السادس والخمسون على موقع ميوزك برينز (الإنجليزية)
- الموقع الرسمي لجوائز الأكاديمية.
- الموقع الرسمي لأكاديمية فنون وعلوم الصور المتحركة.
- قناة جوائز الأوسكار على موقع يوتيوب (تُديره أكاديمية فنون وعلوم الصور المتحركة).
- مقتطفات فيديو من أكاديمية فنون وعلوم الصور المتحركة.